# Lycoriella garretti
Lycoriella garretti là một ruồi trong họ Sciaridae, thuộc chi Lycoriella.